# 王暢
王 暢（おう ちょう、生年不詳 - 169年）は、後漢の官僚・政治家。字は叔茂。本貫は山陽郡高平県。王粲の祖父。

## 経歴
王龔の子として生まれた。若くして清廉実直で知られ、党人と交際することがなかった。孝廉に察挙されたが、病のために辞して官につかなかった。大将軍の梁商に召し出されて茂才に挙げられ、4回転任して尚書令となり、斉国の相として出向した。洛陽に召還されて司隷校尉に任じられ、漁陽太守に転じた。漁陽郡においては厳格で道理に明るいことで知られた。事件により罪を問われ免官された。桓帝が三公に詔して尚書の選任を求めると、太尉の陳蕃が公正さを買って王暢を推薦した。このため王暢は尚書として官に復帰した。
ほどなく南陽太守に任じられた。南陽郡は後漢初代の光武帝の出身地であり、前任の太守たちの多くは皇族や功臣の子孫たちの咎めを受けることを恐れて実務を見ようとしなかった。しかし王暢は赴任するやいなや汚職や不法をおこなっていた豪族たちを摘発して糾弾した。たまたま赦令が出たため、事はうやむやになった。王暢はこのことを遺憾として、さらに法を設け、二千万以上の賄賂を受けて自首しない者の財産を没収した。隠す者がいれば、官吏を動員して家屋を徴発し、樹木を伐採し、井戸を埋め、かまどを平らにしたので、豪族たちは震えあがった。功曹の張敞が王暢を諫めると、王暢はそれを聞き入れて、寛容な統治を心がけ、刑罰を慎重に下すようになった。郡中の豪族たちは奢侈の気風が強かったが、王暢がいつも粗末な衣服を着て、皮を寝床にし、車を引く馬も痩せ衰えていたことから、贅沢の弊風も改まった。
王暢は若い頃の劉表に学問を教えたことでも知られている。
後に王暢は長楽衛尉として洛陽に召還された。168年（建寧元年）4月、司空に任じられた。6月、洛陽で水害があった。8月、水害を理由に免官された。169年（建寧2年）、家で死去した。

## 子女
王暢の子に王謙があり、大将軍何進の長史をつとめた。王謙の子の王粲がまた知られた。

## 伝記資料
- 『後漢書』巻56 列伝第46